# Артимович, Дмитрий Александрович
Дмитрий Александрович Артимович (20 сентября 1985 года, Ленинградская область) — российский программист, специалист в области платежных систем, автор книги «Электронные платежи в интернете». Широкую известность получил после организации DDoS-атаки на серверы процессинговой компании Assist, в результате которой с 15 по 24 июля 2010 года клиенты «Аэрофлота» не могли совершать покупки на сайте авиакомпании. На Западе получил известность как русский хакер, предположительно, сотрудничающий с российскими спецслужбами.

## Детство и юность
Родился 20 сентября 1985 года в поселке Кингисеппском Кингисеппского района в семье школьных учителей труда и русского языка и литературы. Младший ребёнок в семье, брат Игоря Артимовича. В школе увлекался физикой и информатикой, стал победителем районных и областных олимпиад по физике в 10 и 11 классе. Занял первое место в 11 классе в районной олимпиаде по информатике. В детстве увлекся программированием на ZX Specrtum, в старших классах продолжил увлечение на Pentium II.

## Образование
Без экзаменов был принят на Физический факультет СПбГУ. На третьем курсе выбрал направление ядерной физики.

## Карьера
В 2005 году был принят на работу в компании Адамант Мультимедия (Toolsmedia) в Санкт-Петербурге. Принял участие в разработке компьютерных игр Liquidator 2 и Exodus from Earth. В 2007 году покинул компанию и занялся фрилансом, в 2010 году переехал в Таиланд. В 2011 году вернулся в Россию в связи с возбуждением уголовного дела о DDoS-атаке на компанию Assist, в результате которой более недели было невозможно приобрести билеты на сайте авиакомпании «Аэрофлот».

## Дело «Аэрофлота»
По версии следствия, Дмитрий Артимович вместе с братом Игорем Артимовичем организовал DDoS-атаку на серверы платежной системы Assist. В результате с 15 по 24 июля 2010 года клиенты «Аэрофолота» не могли совершать покупки на сайте авиакомпании, поскольку за проводку транзакций отвечала Assist. Заказ на атаку Артимовичам поступил от генерального директора международной процессинговой компании ChronoPay Павла Врублевского через его заместителя Максима Пермякова. Тушинский районный суд Москвы осудил Дмитрия Артимовича на 2,5 года колонии общего режима. Четыре месяца Дмитрий провёл в СИЗО «Красная Пресня» до апелляции. Московский городской суд изменил наказание на колонию-поселение. Дмитрий прибыл в ИК-4 по Рязанской Области в январе 2014 года, но уже через 9 месяцев вышел оттуда по УДО. Своей вины Дмитрий не признает, в частности, указывая на то, что «время создания вируса, который якобы блокировал „Аэрофлот“, совпадает со временем проведения судебной экспертизы».

## Продолжение карьеры
В 2014 году Дмитрий Артимович пришёл на должность php-программиста в ChronoPay, вскоре заняв пост руководителя R&D отдела. В 2016 году поднялся по карьерной лестнице до генерального директора компании. Столкнувшись с постоянной утечкой кадров и необходимостью финансового обучения нанимаемого персонала, Дмитрий написал учебник по платежным системам Visa/MasterCard. В 2017 году покинул ChronoPay, не сойдясь с владельцем компании во взглядах на развитие бизнеса. После этого занялся консультированием компаний в сфере компьютерной безопасности.
В 2018 году с издательством Де’Либри выпустил книгу «Электронные платежи в интернете», посвященную платежным системам Visa, MasterCard. Вскоре книга была переведена на английский язык. Также в ноябре 2018 года Дмитрий Артимович добился от агентства Thomson Reuters прекращения незаконного распространения его персональных данных.

## Интервью и материалы СМИ
- Как защитить свои деньги от банка? –  «Нож». Интервью Дмитрия Артимовича
- How Russia Recruited Elite Hackers for Its Cyberwar – The New York Times
- Pavel Vrublevsky Sentenced to 2.5 Years – Krebbs on Security
- Vrublevsky Arrested for Witness Intimidation – Krebbs on Security
- Легализация русского хакера: как из киберпреступника Артимович стал уважаемым экспертом – «Совершенно секретно»
- «Российский хакер» потребовал от Reuters прекратить продавать его персональные данные – CNews
- Бывшему чекисту программируют новое дело – «Коммерсантъ»
- Шпион Михайлов — добрый ангел компьютерного взломщика Артимовича – Руспрес
- Дмитрий Артимович, обвиняемый в самом громком в России кибер-преступлении, уличил экспертизу в фабрикации доказательств – Трунов, Айвар и Партнеры
- Электронные платежи в интернете – OZON